# 野呂正景
野呂 正景（のろ まさかげ）は、安土桃山時代の武将。

## 生涯
代々伊勢国司北畠氏に仕える。自身も北畠具教に仕えたが、その没落後は伊勢を退去し、天正3年（1575年）遠江浜松に流れて徳川家康に仕えた。最期は駿河三枚橋で松平康親の配下となって黄瀬川にて戦死した。渡辺守綱と功を争ったとされる。家督は長男の守景が継承して300石で引き続き徳川氏に仕えた。
戦死の時期は天正5年（1577年）で武田氏との合戦の事というが、その時期に駿河三枚橋で徳川氏と武田氏の間の合戦があったという記録がないことから、これは天正10年（1582年）の天正壬午の乱の事で、戦った相手も後北条氏ではないかという説もある。また享年も42歳説のほか、43歳説がある。